# 大墜島
大坠岛是中華人民共和國福建省泉州市的一個島嶼，面积约0.4898平方千米。它是一座由变质岩组成的大陆岛。岛上有宾馆、饭店、别墅、后灯等设施。島嶼西南部有木麻黄，南部有护岸堤，与马头岛相连。島嶼海岸周圍有基岩和沙质滩。